# Kyabje Trijang Rinpoche
Kyabje Trijang Rinpoche (30 de abril de 1901 – Dharamshala, meados de novembro de 1981) foi um Lama Gelug e discípulo direto de Pabongka Rinpoche. Foi o Tutor Junior e Guia Espiritual do 14º Dalai Lama por quarenta anos. Ele é também o Guru Raiz de muitos Lamas Gelug que ensinam no Ocidente incluindo Zong Rinpoche, Geshe Rabten, Lama Yeshe, Lama Gangchen Rinpoche e Geshe Kelsang Gyatso. Geshe Kelsang refere-se a Kyabje Trijang Rinpoche como “Um vasto reservatório do qual todos os praticantes Gelugpa do presente recebem as águas das bênçãos e instruções”. A FPMT o descreve como “Um dos mais importantes mestres do Budismo Tibetano do nosso tempo". É largamente reconhecido na Comunidade Tibetana que sem sua ajuda, a situação do Budismo Tibetano em geral e em particular a tradição do Mestre Je Tsongkhapa, poderia estar numa situação completamente diferente". Um grande número de mestres do Budismo Tibetano do presente são seus discípulos e tudo que tenham realizado, eles devem direta ou indiretamente a grande bondade de seu mestre, que se sobre sai como uma figura inesquecível na história do Tibete e consequentemente do Budismo Tibetano".

## Nascimento e Infância
O pai de Trijang Rinpoche, Tserin Dondrub, foi um descendente do tio do 7º Dalai Lama, Losang Kelsang Gyatso, e tinha grandes conhecimentos em religião. Sua mãe Tsering Drolma, era da vila de Gungtang Nanggong.
Trijang Rinpoche nasceu em Gungtang no Tibete em 20 de março de 1901, o “Ano da Vaca de Ferro”. Foi dito que, “uma árvore de damasco floresceu e ofertou 30 frutos à seu nascimento em pleno inverno rigoroso”.
Ainda muito criança, antes que pudesse andar, demonstrou grande interesse em pinturas religiosas, estátuas e indumentárias de ritual tântrico; e gesticulava como se estivesse recitando orações.
Quando as notícias de suas ações precoces alcançaram Ngarampa, os lamas Losang Tendar e Geshe Gendun Dragpa Chen, que eram os responsáveis por encontrar a reencarnação de Losang Tsultrim Palden, que em vida passada havia sido o “Ganden Tripa” (título que se da ao chefe da tradição Gelug), eles viajaram para o seu local de nascimento Gungtang. Quando a criança os viu, gritou - Gendun Dragpa! Depois pediu a ele que deixasse lavar seus pés. Gendun Dragpa costumava lavar os pés de Losang Tsultrim Palden quando ele tinha reumatismo.  A criança também identificou corretamente uma estátua particular de Buda que pertencera a ele mesmo em sua vida pregressa, assim como o rosário e tigela, dentre outras coisas. Este e outros sinais levaram a conclusão de que eles provavelmente haviam identificado corretamente a encarnação. O 13º Dalai Lama quando viu uma lista de nomes de crianças que apresentavam fortes sinais de reconhecimento, disse:

"Seria melhor reconhecer o garoto nascido da moça da vila de Gungtang - Tsering Drolma - no Ano do Touro de Ferro como a reencarnação do antigo ocupante do trono de Ganden.”

Assim em 1904 com a idade de 3 anos o menino foi convidado pelo 13º Dalai Lama para morar em Lhasa. Ele rapidamente e facilmente aprendeu a ler, estudar e compreender o que foi ensinado a ele do alfabeto em diante.

## Encontrando seu Guia Espiritual
Em 1906, com a idade de 5 anos, mudou-se para a residência de Chusang Ritroe, onde conheceu Pabongka Rinpoche. Dele, recebeu seu primeiro ensinamento, "Conjunto de Iniciações em Manjushri da linhagem secreta de Tsongkhapa". Pabongka Rinpoche tinha grande prazer em cuidar da criança, e uma forte ligação entre eles faria Trijang se tornar seu melhor discípulo. Esta forte ligação perdurou por 35 anos até 1941 quando Trijang Rinpoche recebeu a notícia que seu Guia Espiritual Je Phabongkhapa havia morrido. Isto fez com que ele ficasse imensamente triste e em sua memória realizou cerimoniais com orações e oferendas.

## Recebendo ordenação, ensinamentos, e iniciações Tântricas
Em 1907, com a idade de 6 anos, foi para o Monastério de Gepel em Reteng, lugar onde teve nascimento os ensinamentos Kadampa. Lá, atrvés de seu guru raiz, tomou os cinco votos Pratimoksha e os dez votos do monge noviço, recebendo o nome de Losang Yeshe Tenzin Gyatso Pelsangpo. Então memorizou muitos textos budistas incluindo metade do “Madhyamakavatara" de Chandrakirti, analisando seu significado. Mais tarde, naquele ano, visitou o monastério de Ganden, e foi recebido pelos abades de Shartse e Jangste, os quais, aparentemente foram reconhecidos por ele, e assim foi com o templo principal, sem que fosse introduzido.
Passou os próximos 12 anos estudando os textos clássicos para o titulo de Geshe – Pramanavartika, Madhyamaka, Prajnaparamita, Vinaya e Abhidharmakosha – principalmente sobre os textos dos livros de Panchen Sonam Dragpa. Também estudou as coleções de Je Tsongkhapa, do primeiro Dalai Lama e do Panchen Lama Chokyi Gyaltsen. Em Ganden, do lado de fora no frio gelido, costumava debater até tarde da noite, sendo que suas mãos muitas vezes ficavam quase que congeladas. Era o melhor aluno de sua classe. Em 1908 recebeu as iniciações de Kalachakra do Lama Serkong Rinpoche, assim como as iniciações de Manjushri, Avalokiteshvara e Vajrapani. Mais tarde recebeu iniciações de Guhyasamaja, Yamantaka, Heruka e Vajrayogini.
Continuou recebendo iniciações e instruções de Pabongka Rinpoche, incluindo as Coleções de Gyalwa Ensapa", as "Coleções de Panchen Chokyi Gyaltsen", e o Guru yoga de Je Tsongkhapa chamado "Ganden Lha Gya Ma" ("Centenas de Deidades da Terra Alegre"). Recebeu a “Iniciação das Seis Maneiras de Revolver os Chakras, de Heruka” (incluindo a completa iniciação com a veste dos ornamentos de ossos) assim como todas as iniciações de Ações Tântricas de Khyenrab Yonten Gyatso, o 88º Ganden Tripa, isto, em 1915, aos 14 anos de idade. Em 1916, com 15 anos, ele estudou a completa gramática tibetana e dali em diante compôs milhares de versos acrósticos, tais como: 

Ah Amigos! Enquanto a saliva escorre do sorriso do Senhor da Morte/Embranquecendo sua cabeça como o cair da branca neve/ Poderia esta vida tediosa render qualquer coisa que não joio?/ Darma do meu Guru é o que irei praticar!

Compôs também para a prática spiritual e cerimoniais, partituras para música e cânticos para uso no mosteiro de Ganden.
Quando contava com 9 anos de idade contraiu varíola e teve que se isolar por um longo período para se tratar.
Foi um estudioso que aprendia rapidamente e um mestre do debate. Em 1919, quando contava somente com 18 anos, no seu exame final, debateu diante dos Geshes dos três maiores monastérios Gelugpa. Eles estavam apreensivos querendo saber se ele estava intelectualmente pronto, porque era muito jovem e não havia estudado o tempo necessário, mas, terminaram por “louvar aos céus” pela respostas que deu. O 13º Dalai Lama lhe concedeu o terceiro lugar, e junto com o título de Geshe, terminou por receber o grau mais alto, o de “Lharampa”.
Depois de um breve tempo, recebeu os 253 votos da ordenação completa de monge pelo 13º Dalai Lama. Em 1919 foi admitido na Universidade Tântrica Superior de Gyuto, onde estudou o “Tântra Raiz de Heruka” com comentários de Tsongkhapa, "Iluminando todo o Significado Oculto” (Tib. Be dön kun säl).
Da idade de 20 a 22 anos, Trijang Rinpoche recebeu muitos ensinamentos e iniciações de seu guru raiz Je Phabongkhapa, incluindo a iniciação do Mandala de Sindhura de Vajrayogini de acordo com Naropa, e a iniciação do Mandala de Corpo de Heruka de acordo com Ghantapa, ensinamentos de "Lama Chopa" (Oferenda ao Guia Espiritual), Gelugpa Mahamudra, o Lamrim Chenmo (grande etapa do caminho) por Je Tsongkhapa e "Os Sete Pontos do Treino da Mente" de Geshe Chekhawa.

## Primeiros retiros espirituais
Depois de ter estado por um ano na Universidade Tântrica, ele foi a Chatreng na provincial de Kham onde obteve mais ensinamentos, e em seu tempo livre fazia retiros para meditar em várias deidades como Yamantaka, Cinco Deidades de Heruka, Vajrayogini, Hayagriva e Avalokiteshvara. Também fez suas praticas preliminares de purificação da mente e acumulação de mérito (Tib. ngon dro) em conjunto com o "Lama Chopa"; também meditava no Lamrim e no Lojong (o treino da mente).

## Dando iniciações e ensinamentos
Em 1924, quando contava com 23 anos, Geshe Yonten da Universidade de Ganden Shartse o requisitou para que ensinasse.
Começou concedendo a transmissão oral da “Coleção de Trabalhos de Je Tsongkhapa e seus Dois Discípulos" para aproximadamente 200 monges, e concedendo mais tarde a iniciação de Vajrayogini de acordo com Naropa para cerca de 60 Lamas, Lamas encarnados e monges. Depois foi convidado pelo Artog Tulku de Sera do Je Monastério para dar iniciações nas Cinco Deidades de Heruka e Hayagriva para cerca de 200 pessoas. Em Chatreng, com a idade de 24 anos, ensinou Lamrim para dois mil monges conjuntamente com leigos e concedeu a iniciação em Avalokiteshvara. Também deu extensos ensinamentos no Guru Puja (Oferenda Espiritual de Lama Chopa). Depois recebeu um convite para dar iniciações no Monastério de Gangkar em, Guhyasamaja, Avalokiteshvara e Vajrayogini.
Com idade de 24 a 27 anos, viajou e ensinou extensivamente em muitos lugares Gelugpa por todo Tibet, onde começou a ficar muito famoso ensinando milhares de pessoas ligadas aos monastérios, assim como leigos. Também ensinou a pedidos em centros Sakyas e Nyingmas. Viajou para oeste e deu iniciações em Avalokiteshvara e ensinamentos sobre o Lamrim para cerca de três mil monges do Monastério de Jampa Ling em Litang, assim como para muitas pessoas do próprio lugar.
Ao pé da montanha de Kambo, o lugar sagrado de Chakrasamvara, ele concedeu iniciação e seguiu por um longo retiro.
Em 1928, com a idade de 27 anos, retornou a Chatreng, e foi convidado pelos Tântricos de Chagra Gang a dar iniciações em “A Forma Pacífica de Padmasambhava de Acordo com os Velhos Textos Conciliatórios”. Também encorajou e ajudou a reparar o Templo de Chagra.
Retornando para Lhasa ainda no final do ano, continuou a visitar monastérios concedendo iniciações e ensinamentos, incluindo vales e platôs de Gyaltang. De acordo com o autor da Secreta Biografia de Gangkar Rinpoche, Gangkar Rinpoche neste tempo teve uma visão de Trijang Rinpoche sendo a reencarnação de Padmasambhava; e efetuou cerimônias em sua honra e o presenteou com um grande número de oferendas, incluindo uma sagrada estátua de Heruka.
Em Lhasa, teve audiências com o 13º Dalai Lama e Pabongka Rinpoche e fez oferendas com moedas de prata, grãos e chá para todos os monges de Ganden. Ele também iniciou uma arrecadação para obter fundos para os monges. No ano seguinte, com a idade de 28, doou presentes para todos que estavam no grande festival de orações, o Monlam, e fez muitas oferendas para as Universidades Tântricas.
Durante os próximos anos, até 1932, recebeu ensinamentos profundos de Pabongka Rinpoche, incluindo as instruções orais de muitas linhagens secretas da tradição Gelugpa, se concentrando em seguida em retiros tântricos. Em 1932 deu mais ensinamentos extensivos nos monastérios de Ganden Shartse e Jangste.
En 1933 morreu o 13º Dalai Lama. Trijang Rinpoche ajudou Ling Rinpoche e outros grandes Lamas dos monastérios de Sera e Namgyal para com os rituais de consagração de corpo e o relicário.
Em 1936, com a idade de 35 anos, concedeu iniciação em Heruka aos monges do monastério de Ganden e fez um tour pelos distritos do sul do Tibete fazendo oferendas e dando ensinamentos. Continuou recebendo instruções de Pabongka Rinpoche e fez extensivas oferendas nas Universidades de Shartse e Jangtse.
Depois de concluir os ensinamentos de Je Phabongkhapa sobre o Lamrim Chenmo no monastério de Ganden, em 1939 Trijang Rinpoche fez um tour aos centros de romaria na Índia e Nepal, concluindo extensas oferendas em cada lugar. Logo em seguida deu ensinamentos e iniciações em Dromo no monastério de Dungkar, em Heruka, Guhyasamaja, Yamantaka, Vajrayogini e Guru Puja, e na volta visitou lugares importantes em Tsang, incluindo o monastério de Tashi Lhunpo. Em 1940 ensinou o Guru Puja e o Mahamudra Gelugpa ao monge sênior de Ganden Jangtse. Em 1941 continuou a receber ensinamentos de Je Phabongkhapa.
Ele também ensinou extensivamente o 14º Dalai Lama como seu tutor junior.
De 1960 em diante, enquanto no exílio na Índia, continuou a ensinar e a iniciar Dalai Lama e muitos outros discípulos, inclusive concedendo iniciação em Vajrayogini em Dharamsala, assim como muitos ensinamentos e iniciações nos novos monastérios locais em Buxa, na Universidade Tântrica em Dalhousie e no monastério Tibetano em Varanasi. Em 1967 ele ensinou Centenas de Deidades da Terra Alegre (O Guru yoga de Je Tsongkhapa de acordo com a linhagem de Segyu lineage) para centenas de estudantes em Dharamsala, e em 1970 deu ensinamentos parecidos em Bodh Gaya.
Em 1969, concedeu as iniciações maiores em Heruka de acordo com Luipa para cerca de mil pessoas a pedidos das Universidades Tântricas. No outono de 1971, visitou Mysore no sul da Índia e a pedidos dos monge dos três maiores monastérios assentados no campo tibetano de Mundgod, deu extensivos ensinamentos e iniciações a monges e a leigos, ordenando centenas de jovens monges. Ainda fez oferendas a Sangha  e doou estatuas de Je Tsongkhapa e de seus Dois Filhos ao templo principal de Ganden, junto com as tangkhas.
Em 1972 deu iniciações e ensinamentos em Vajrayogini em Dharamsala para 800 pessoas de vários monastérios conjuntamente com leigos em Bodh Gaya. Mais tarde, naquele ano, deu ensinamentos no Instituto para os Ensinos Tibetanos em Varanasi, e no ano seguinte concedeu iniciações em Heruka e Vajrayogini para 700 pessoas no monastério Tibetano.
Ele e o tutor senior Ling Rinpoche, eventualmente trocavam ensinamentos e iniciações. Em 1969 ensinou Ling Rinpoche o Lamrim Chenmo, e em 1970 concedeu a ele a iniciação em Yamantaka. Em retribuição, em 1970, ele recebeu de Ling Rinpoche a iniciação Tântra Ação em Vairochana e também ensinamentos em Lamrim Chenmo. Em 1972 deu a Ling Rinpoche ensinamentos no Guru Puja de Yamantaka, e em retribuição recebeu um ensinamento em tormas (rituais de oferendas) para Yamantaka.
Ainda que respeitado em todo Tibete pelos Lamas de todas as escolas budistas, e mesmo convidado por todas para dar ensinamentos e iniciações, Trijang Rinpoche ensinou basicamente os ensinamentos da tradição Gelugpa de Je Tsongkhapa. Ele também foi o titular da Tradição Oral de Ganden, ou Geden, que foi passado para ele na sua integridade pelo seu guru raiz Pabongka Rinpoche. De acordo com Geshe Helmut Gassner, tradutor do Dalai Lama por 17 anos, um dos dois primeiros Geshes ordenados do ocidente: 

"O grande mestre Pabongka foi na primeira metade do século vinte o pivô, ou o titular chave da Linhagem Oral da Tradição Geden. Muitos outros mestres antes dele dominaram certos aspectos dos ensinamentos da tradição, mas foi Pabongka Rinpoche quem teve o particular mérito de localizar, achar essas transmissões parciais, estudar, aprender e ter um entendimento amplo delas, para trazê-las juntas outra vez, passando-as para os discípulos ordenadamente. Em seu tempo quase não houve uma figura significativa da Tradição Geden que não fosse discípulo de Pabongka Rinpoche. Kyabje Trijang Rinpoche foi o discípulo capaz de receber e passar na sua completude, a Tradição Oral Geden uma vez mais. A prática de Dorje Shugden é uma parte integral da tradição".

## Outras realizações

### Liberação na Palma de Sua Mão
Em 1921, quando Trijang Dorjechang contava com 21 anos de idade, Pabongka Rinpoche foi convidado para ir a “Hermitagem de Chuzang” perto de Lhasa, para ensinar o Lamrim Chenmo, o "Grande Estágio do Caminho a Iluminação", que ele concedeu através de um período de 24 dias, para mais de dois mil monges e muitos leigos. Durante aquele tempo, Je Phabongkhapa pediu ao seu discípulo principal Trijang Rinpoche, que publicasse um livro baseado nas anotações que ele Trijang havia feito durante os ensinamentos. Mais tarde Trijang Rinpoche foi o responsável pela publicação do clássico texto Lam Rim de seu guru, Pabongka Rinpoche, intitulado, "Liberação na Palma de Sua Mão".

### Outros textos
Trijang Rinpoche é também autor de outros textos budistas. Em 1967, com 66 anos de idade, compôs um elaborado set de textos condutores, sobre o Pequeno e Médio Estágio do Caminho à Iluminação (Lam Rim). Também compôs:
- Liberação para Sua Custódia, uma composição sobre as anotações dos discursos de Pabongka Rinpoche sobre o Lam Rim (incluso entre a Coleção dos Trabalhos de Je Pabongka);
- O Mandala de Corpo de Chakrasamvara de Acordo com Ghantapada;
- A Longa Cerimônia da Consagração - relacionado a Heruka e Guhyasamaja para a Universidade Tântrica Alta;
- Um set de iniciações em Tara Chittamani;
- Um completo set de pontos de exemplos gramaticais em forma de verso;
- Um índice de conteúdos sobre os trabalhos de Chatreng Jampa;
- Várias biografias;
- Vários rituais, súplicas de orações na areia, incluindo a reencarnação de vários Lamas;
- Um set de iniciações em Tara Branca;
- Um set de iniciações da Deidade Protetora Dorje Shugden.

### Tutor de Sua Santidade O 14º Dalai Lama
Trijang Rinpoche era da Tradição Gelug, assim como O é Dalai Lama.
A Gelug é a tradição com o maior número de monastérios e Lamas no Tibete.
Em 1941, Trijang Rinpoche foi apontado Assistente Tutor do 14º Dalai Lama, e dali em diante ajudou o Tutor Senior Ling Rinpoche na educação de Sua Santidade, inicialmente ensinando a ele como ler e memorizar textos para ser recitado. Sua Santidade O 14º Dalai Lama descreve Trijang Rinpoche como seu “Guru Raiz” em dois de seus livros.
Em 1942, ele era um dos monges ordenados do Dalai Lama (e mais tarde em 1942 ele atuou como o tão conhecido “inquisitor dos segredos” quando Dalai Lama obteve sua ordenação completa).
Em 1947 começou a treinar o Dalai Lama em dialética e lógica (terminando em 1959, assim conduzindo-o ao exame oral final durante o Festival das Orações), levou-o a um tour extenso nos monastérios de Drepung e Sera para que fosse instalado nos vários tronos que ocupa nesses monastérios.
Em 1950, os chineses comunistas entraram na região de Chamdo através de uma passagem por Kham, desta maneira Trijang Rinpoche acompanhou Dalai Lama agora com capacitação espiritual e temporal até Dromo, onde deu mais ensinamentos em Lamrim.
Em 1954 ele acompanhou o Dalai Lama até Ganden, e depois até Beijing via Kongpo, Powo, Chamdo etc.
Em 1956 acompanhou o Dalai Lama e o Panchen Lama por uma peregrinação pela Índia. Em 1960 e 1961, deu a ele as iniciações maiores em Heruka, As Cinco Deidades de acordo com Ghantapa, Vajrayogini de acordo com Naropa, e outras iniciações. Em 1962 deu ao Dalai Lama a iniciação do Mandala de Corpo de Heruka e ensinou o Estágio de Geração e o Estágio Completo deste Tântra. Em 1963, ensinou ao Dalai Lama a completa transmissão da Coleção de Trabalhos de Je Tsongkhapa, mais discursos sobre o Guru Puja, Gelugpa Mahamudra e Yamantaka Tântra.
Em 1964, ensinou ao Dalai Lama o Lamrim Chenmo e os 800 versos do Sutra Prajnaparamita, e em 1966 deu ao Dalai Lama a transmissão oral da Coleção de Trabalhos de Gyaltsabje e Khedrubje (os dois discípulos principais de Je Tsongkhapa).
Na primavera de 1970 ensinou ao Dalai Lama os Estágios de Geração e Conclusão da Tara Chittamani e de Vajrayogini de acordo com Naropa, e deu a ele iniciações nas 16 Gotas dos Kadampas. Mais tarde naquele ano deu a ele muitas iniciações de longa vida conjuntamente com as iniciações em Guhyasamaja e ensinamentos na Roda das Afiadas Armas e o Lojong (treino da mente), as iniciações maiores nas 62 Deidades de Heruka de acordo com Luipa. Lá estavam presentes outros 700 estudantes, e nas fileiras da frente os membros das Universidades Tântricas do Alto e do Baixo.
De acordo com Helmut Gassner, tradutor do 14º Dalai Lama por 17 anos:

"Durante aqueles anos eu frequentemente acompanhava Geshe Rabten em suas viagens e tive a oportunidade de conhecer alguns importantes personagens, dentre eles Kyabje Trijang Rinpoche, o Tutor Junior de Sua Santidade o Dalai Lama. Trijang Rinpoche era em muitas maneiras uma das mais importantes figuras de seu tempo. Nos anos 50 ele era a força por de trás de Sua Santidade, um poderoso pilar nas dificuldades e problemas do povo tibetano. Este fato era muito conhecido dos Chineses Comunistas e ele, Trijang, se tornou o principal inimigo. Era também Trijang Rinpoche quem ensinou Sua Santidade o Dalai Lama os conceitos de Budismo assim como o entendimento em política e o aprimoramento em habilidades sociais.

Enquanto colaborando na completa educação do Dalai Lama, ele continuava também a dar iniciações e ensinamentos cada vez a um maior número de monges das Universidades Tântricas de Tashi Lhunpo, Ganden, Sera, Namgyal, assim por toda parte.

De acordo com muitos discípulos: 

Ele foi o mais marcante dos mestres em todas as áreas dos ensinamentos budistas, assim como na cultura tibetana. Ele era a fonte de todos os campos do conhecimento e consultor em todas as áreas. Era um fato bem conhecido que ele foi o mestre de maior alcance, que havia obtido as mais altas realizações dos Sutras e Tântras, assim como seu maior propagador do budismo tibetano -  Insuperável!

### Prática de Dorje Shugden
Dagpo Kalsang Khedrup foi o Guru Raiz de Dagpo Jampel Lhundrup, que por sua vez, foi o Guru Raiz de Pabongka Rinpoche que, foi o Guru Raiz de Trijang Rinpoche. Kalsang ou Dagpo Kalsang Khedrup louvando Dorje Shugden, escreveu “Eons Infinitos”, um poema muito conhecido dos lamas praticantes de Dorje Shugden.
Trijang Rinpoche, como sempre, foi um aderente da prática do Protetor do Darma Dorje Shugden, e promoveu sua prática largamente. Ele escreveu o célebre comentário "Música Deletante O Oceano dos Protetores", um poema louvando Dorje Shugden parafraseando o poema de Kalsang “Eons Infinitos”.
Trijang Rinpoche afirmou em muitas ocasiões, que Dorje Shugden era uma emanação do Buda da sabedoria Manjushri. Também afirmou que se alguém se convencer de que Dorje Shugden é um espírito mundano "Uma montanha de conseqüências absurdas, ideias distorcidas previamente não existentes, teriam que ser aceitas".

## Discípulos
Trijang Rinpoche teve muitos discípulos conhecidos, alguns dos quais se tornaram mestres renomados no ocidente, dentre eles, Tenzin Gyatso (o 14º Dalai Lama), Lama Yeshe, Lama Gangchen Rinpoche e Geshe Kelsang Gyatso, que continua a prática na sua pureza, assim como a transmissão da Tradição Oral Ganden.
Trijang Rinpoche foi o mestre do Dalai Lama até o final de sua vida. Ensinou ao Dalai Lama desde o nível elementar até as mais altas transmissões Tântricas. O Dalai Lama o descreve em diversos livros, dizendo que foi seu guia espiritual:

Os dois, (Ling Rinpoche e Trijang Rinpoche) permaneceram meus tutores até o fim da minha educação formal, e eu continuamente recebo as heranças de numerosas linhagens Budistas Tibetanas de ambos. Foram grandes amigos com características muito diferentes… Trijang Rinpoche era alto, um homem magro com uma grande graça e elegância com um nariz pontudo para um tibetano. Era gentil e tinha uma voz profunda, que era particularmente melodiosa quando cantava... Trijang Rinpoche foi um dos maiores poetas de sua geração, com um eclético conhecimento de arte e literatura".

De acordo com Gonsar Rinpoche, "foi Kyabje Trijang Dorje Chang quem ofereceu a Sua Santidade o Dalai Lama as mais importantes transmissões de Darma, tais como o Grande Lamrim (Tib. Lamrim Chenmo), o tântra Chakrasamvara e centenas de várias iniciações e instruções especiais. Ajudou também Sua Santidade quando jovem a compor textos, preparar palestras, etc."
Geshe Kelsang Gyatso, um estudioso e Yogi que ensina no ocidente, tem louvado Trijang Dorjechang como seu querido guru raiz em muitas ocasiões. O tem seguido, assim como sua linhagem de ensinamentos, e atribui seu sucesso com a Nova Tradição Kadampa a seu guru raiz. Geshe Kelsang refere-se a Kyabje Trijang Rinpoche como “um vasto reservatório do qual todos os praticantes Gelugpa do presente recebem as águas das bênçãos e instruções.

Por exemplo, em seu comentário na Oferenda ao Guia Espiritual (Tib. Lama Chopa), Gehlek Rinpoche diz que os ensinamentos "vieram continuamente, como a viva tradição do Buddha Vajradhara até Kyabje Trijang Rinpoche" e acrescenta: 

Eu recebi estes ensinamentos de Kyabje Trijang Rinpoche quarenta anos atrás, em algum lugar do outro lado do rio no vale Tsechor Ling em Lhasa. Um bom número de pessoas que estavam lá, agora estão no ocidente também: Lama Yeshe, Dagyab Rinpoche, Tomo Geshe Rinpoche, e também Geshe Kelsang Gyatso. Nós recebemos os ensinamentos ao mesmo tempo.

Os discípulos de Trijang Rinpoche o consideram no mesmo continuum mental de Atisha, e o titular da linhagem de toda a essência da linhagem Gelugpa do Lamrim, Lojong e Mahamudra. No prefácio de seu comentário do Lamrim, Geshe Kelsang afirma, "Eu tenho recebido esses ensinamentos de meu Guia Espiritual, Trijang Dorjechang, que foi uma emanação de Atisha; assim sendo, as explicações dadas neste livro, Caminho Alegre da Boa Fortuna, na realidade vieram dele, e não de mim mesmo". De acordo com Gonsar Rinpoche, sua "compaixão e sabedoria e o serviço atribuído ao Darma e aos seres sencientes, foram absolutamente insuperáveis".

Trijang Rinpoche também teve outros discípulos menos conhecidos e foi objeto de peregrinação primeiramente no Tibet, e mais tarde em Dharamsala e Mundgod na Índia: 

Quase todos os tibetanos procuram por sua orientação e bençãos em quase todas as situações e atividades, isto incluindo grandes mestres , senior, junior rinpoches, Geshes, monges, monjas, ministros, pessoas de negócio, homens, mulheres, pobres, ricos, velhos, moços, intelectuais ou praticantes. Tibetanos de praticamente todas as formas de atividade o procuram pelos seus conselhos e ajuda, tanto nas horas difíceis quanto nas alegres. Ele cuida de todos igualmente, sem discriminação com sua bondosa compaixão e paciência.

## Trazendo o Budismo para o ocidente
Trijang Rinpoche teve uma influência seminal de longo alcance quando foi introduzido o Budismo Tibetano no Ocidente. O site da FPMT afirma, "a disseminação do Dharma pelo ocidente está direta e indiretamente conectada a Trijang Rinpoche, devido a seus próprios ensinamentos, assim como as atividades de seus discípulos, incluindo Lama Yeshe, Lama Zopa Rinpoche, Geshe Rabten, Kyabje Zong Rinpoche e muitos outros." No final de sua vida, ele mesmo já havia conquistado muitos discípulos ocidentais, e muitos outros milhares que não o conheceram pessoalmente, mas que seguem os ensinamentos de seus próprios mestres, que por sua vez, foram discípulos do mestre Trijang Rinpoche. No outono de 1966 ele foi convidado para ir ao ocidente visitar a Suíça para tratamento médico; visitou também a Alemanha , Inglaterra, França e outros países, e onde estivessem pessoas do Tibete vivendo, dava ensinamentos. Foi convidado para voltar à Suíça em 1968 para dar consagração a um novo monastério Tibetano, viajando desta vez com Kyabje Ling Rinpoche, sendo que depois, ainda houve um outro tour pelo ocidente, quando retornou a Índia na primavera de 1969.
Ele encorajava Geshe Rabten, Geshe Kelsang e muitos outros bons discípulos a trazer o Darma de Je Tsongkhapa ao ocidente, destacando que "tais esforços nunca seriam em vão, mas que são uma importante contribuição para o Darma e ao bem estar dos seres sencientes." Falando sobre Geshe Rabten, Gonsar Rinpoche explica: "O pai principal dos Geshes, Sua Santidade Kyabje Trijang Dorje Chang, cujos conselhos eram sempre um fator conclusivo para as decisões dos ensinamentos dos Geshes, apoiava a transmissão dos ensinamentos aos ocidentais desde o começo". Trijang Rinpoche requisitou a Geshe Kelsang Gyatso que fosse para a Inglaterra em 1977, dando “muitas predições que lá haveria de ter grandes resultados”, também deu permissão para que apresentassem o Darma Gelugpa de uma maneira que fosse acessível aos ocidentais, mas que não se perdesse parte nenhuma do significado dos ensinamentos. Apesar de seu background Tibetano, Kyabje Trijang Dorjechang acreditava nas habilidades dos ocidentais em obter profunda experiência com os Sutras e Tântras de Buda, em seus próprios países e culturas, e encorajava seus melhores discípulos a “dar à aqueles mais maduros, iniciações e ensinamentos Tântricos com bases nos ensinamentos essenciais do Darma, como o Lamrim (caminho gradual à iluminação), Lojong (o treino da mente) e os grandes tratados filosóficos".
Trijang Rinpoche foi o primeiro mestre tibetano a ter um encontro com um Pontífice de Roma, ao conhecer o Papa Paulo VI em 1963.

## Seu trabalho para os tibetanos no exílio
Logo depois dos exames finais do Dalai Lama em 1959, por causa dos chineses, os dois deixaram o palácio de Norbulingka em Lhasa e viajaram para a Índia. De acordo com os discípulos de Trijang Rinpoche: 

Não somente ele ofereceu a Sua Santidade o Dalai Lama os estudos do nível elementar, até as altas transmissões Tântricas, como foi também a espinha dorsal na luta contra a ocupação chinesa, no mais difícil e confuso tempo da história tibetana. A escapada de Sua Santidade o Dalai Lama do Tibete em 1959 foi possível graças a visão e sabedoria e esforços de Kyabje Trijang Dorje Chang.

Muitos relatórios sugerem que depois do êxodo tibetano em 1959, a principal preocupação era com o aculturamento na Índia, mas principalmente que não se perdessem os valores e a identidade do povo tibetano. Os dois tutores do Dalai Lama, Khyabje Ling Rinpoche e Khyabje Trijang Dorjechang, tiveram um papel vital no desempenho das diretrizes básicas da estrutura do Governo Tibetano no Exílio (TGIE), aconselhando o Dalai Lama, e assentando as bases da fundação dos três grandes monastérios no sul da Índia, as Universidades Tântricas e vários monastérios menores.

### Hino Nacional Tibetano
Kyabje Trijang Rinpoche escreveu Gyallu, o Hino Nacional Tibetano, que foi adotado pela comunidade tibetana no exílio e usado até o presente dia. O Hino foca na radiação de Buda Shakyamuni:

Pelo espalhar dos ensinamentos de Buda nas dez direções, possam todos pelo mundo afora apreciar as glória da felicidade e da paz. Na batalha contra as forças negras negativas, possam os auspiciósos brilhos do sol dos ensinamentos dos seres do Tibete e o brilho das miríades radiantes de propriedades ser para sempre triunfante.

## Morte de Trijang Rinpoche
No final da década de 1970, um de seus devotos discípulos era Dagpo Rinpoche que se instalara na França obtendo ótimos resultados divulgando o darma em seu instituto em Paris. Dagpo Rinpoche foi em uma de suas vidas pregressas Dagpo Jampel Lhundrup, que foi o guru raiz de Pabonkgka Rinpoche. Dagpo Jampel Lhundrup, por sua vez, entre outras vidas pregressas foi Suvarnadvipa Guru (Lama Serlingpa) e Marpa Lotsawa.
Dagpo Rinpoche convidou Trijang Rinpoche para visitar a França, que sempre se colocou a seu serviço tanto na Índia quanto na Europa como já havia feito por várias vezes.
Em Paris em 9 de Novembro de 1981, quando Ling Rinpoche veio para o ritual de longa vida ofertado a Trijang Rinpoche por Dagpo Rinpoche, o Mestre decidiu deixar o seu corpo aos 80 anos de idade.
Muitos discípulos que lá se encontravam para as cerimonias sentiram que o Mestre não tardaria a reencarnar. De fato logo em 1982 ele retornou porque sua missão sempre foi se dedicar aos seres sencientes aflitos nestes tempos degenerados.

## Trijang Chocktrul Rinpoche
Sua Santidade o Dalai Lama reconheceu pessoalmente a reencarnação de Trijang Rinpoche. Na atualidade a reencarnação reconhecida de Trijang Rinpoche é - Trijang Chocktrul Rinpoche - que vive nos Estados Unidos em seu instituto de Darma dando ensinamentos.